# Carla Calò
Carla Calò (Palermo, 21 settembre 1926 – Forano, 29 dicembre 2019) è stata un'attrice italiana.

## Biografia
Nasce a Palermo, dove fa le prime esperienze di attrice teatrale e dove più tardi sposerà Giorgio Mancuso, da cui avrà il figlio Salvatore. Nel Dopoguerra debutta a Roma con Il berretto a sonagli di Pirandello, diretta da Luigi Squarzina. Sempre nella capitale inizia la sua carriera nel mondo del cinema, con Carlo Ludovico Bragaglia, nella pellicola del 1949 Il falco rosso.
Subito dopo, accanto a Totò e sempre diretta dallo stesso regista, è nel cast di Totò le Mokò: sarà l'inizio di una lunga lista di film, oltre 100, ai quali si aggiungono i lavori per la televisione, dove dimostra la sua grande versatilità nell'adattarsi alle più diverse interpretazioni in tutti i generi cinematografici, dalla commedia all'italiana ai film drammatici, dal peplum allo spaghetti western, dal cinema avventuroso al poliziottesco fino alla commedia sexy.

## Filmografia

Totò e Carla Calò in Totò le Mokò (1949)

### Cinema
- Il falco rosso, regia di Carlo Ludovico Bragaglia (1949)
- Totò le Mokò, regia di Carlo Ludovico Bragaglia (1949)
- Il conte Ugolino, regia di Riccardo Freda (1949)
- Gli inesorabili, regia di Camillo Mastrocinque (1950)
- Il tesoro del Bengala, regia di Gianni Vernuccio (1953)
- Madonna delle rose, regia di Enzo Di Gianni (1953)
- La pattuglia dell'Amba Alagi, regia di Flavio Calzavara (1953)
- I misteri della jungla nera, regia di Gian Paolo Callegari (1953)
- La vendetta dei Tughs, regia di Gian Paolo Callegari e Ralph Murphy (1954)
- La sultana Safiyè, regia di Giuseppe Di Martino (1954)
- Suonno d'ammore, regia di Sergio Corbucci (1955)
- 'Na sera 'e maggio, regia di Giorgio Pàstina (1955)
- Il cantante misterioso, regia di Marino Girolami (1955)
- Ritrovarsi all'alba, regia di Adolfo Pizzi (1955)
- La ladra, regia di Mario Bonnard (1955)
- Il canto dell'emigrante, regia di Andrea Forzano (1955)
- Vendicata!, regia di Giuseppe Vari (1956)
- Cantando sotto le stelle, regia di Marino Girolami (1956)
- Sette canzoni per sette sorelle, regia di Marino Girolami (1956)
- A vent'anni è sempre festa, regia di Vittorio Duse (1957)
- La canzone più bella, regia di Franco Bertolini (1957)
- Il romanzo di un giovane povero, regia di Marino Girolami (1958)
- Capitan Fuoco, regia di Carlo Campogalliani (1958)
- Due selvaggi a corte, regia di Ferdinando Baldi (1958)
- Quel tesoro di papà, regia di Marino Girolami (1959)
- Il terrore dei barbari, regia di Carlo Campogalliani (1959)
- Spavaldi e innamorati, regia di Giuseppe Vari (1959)
- Agosto, donne mie non vi conosco, regia di Guido Malatesta (1959)
- La vendetta di Ercole, regia di Vittorio Cottafavi (1960)
- La rivolta dei mercenari, regia di Piero Costa (1960)
- Spade senza bandiera, regia di Carlo Veo (1960)
- La furia dei barbari, regia di Guido Malatesta (1960)
- L'ultimo dei Vikinghi, regia di Giacomo Gentilomo (1961)
- Il trionfo di Maciste, regia di Tanio Boccia (1961)
- I moschettieri del mare, regia di Steno (1961)
- Gerarchi si muore, regia di Giorgio Simonelli (1961)
- Drakut il vendicatore, regia di Luigi Capuano (1961)
- 5 marines per 100 ragazze, regia di Mario Mattoli (1961)
- Anni ruggenti, regia di Luigi Zampa (1962)
- Zorro alla corte di Spagna, regia di Luigi Capuano (1962)
- La smania addosso, regia di Marcello Andrei (1962)
- Il re Manfredi, regia di Piero Regnoli (1962)
- Giulio Cesare, il conquistatore delle Gallie, regia di Tanio Boccia (1962)
- Avventura al motel, regia di Renato Polselli (1963)
- La ragazza di Bube, regia di Luigi Comencini (1963)
- Il terrore dei mantelli rossi, regia di Mario Costa (1963)
- Il magnifico avventuriero, regia di Riccardo Freda (1963)
- D'Artagnan contro i 3 moschettieri, regia di Fulvio Tului (1963)
- Brenno il nemico di Roma, regia di Giacomo Gentilomo (1963)
- La cripta e l'incubo, regia di Camillo Mastrocinque (1964)
- 00-2 agenti segretissimi, regia di Lucio Fulci (1964)
- Alla conquista dell'Arkansas, regia di Alberto Cardone (1964)
- Sindbad contro i sette saraceni, regia di Emimmo Salvi (1964)
- Ercole l'invincibile, regia di Alvaro Mancori (1964)
- Le sette vipere (Il marito latino), regia di Renato Polselli (1964)
- Erik il vichingo, regia di Mario Caiano (1964)
- FBI chiama Istanbul, regia di Emimmo Salvi (1964)
- Il piombo e la carne, regia di Marino Girolami (1964)
- Veneri in collegio, regia di Marino Girolami (1965)
- Le spie uccidono a Beirut, regia di Luciano Martino e Mino Loy (1965)
- Racconti a due piazze, regia di Jean Delannoy (1965)
- Gli uomini dal passo pesante, regia di Mario Sequi e Alfredo Antonini (1965)
- La trappola scatta a Beirut, regia di Manfred R. Kolher (1965)
- Spie contro il mondo, regia di Alberto Cardone (1965)
- L'affare Beckett, regia di Osvaldo Civirani (1965)
- 1000 dollari sul nero, regia di Alberto Cardone (1965)
- Mondo pazzo... gente matta!, regia di Renato Polselli (1966)
- Hallò Ward! ...E furono vacanze di sangue (Llaman de Jamaica, Mr. Ward), regia di Julio Salvador (1968)
- Meglio vedova, regia di Duccio Tessari (1968)
- Sette baschi rossi, regia di Mario Siciliano (1969)
- I vigliacchi non pregano, regia di Mario Siciliano (1969)
- Le calde notti di Poppea, regia di Guido Malatesta (1969)
- Erika, regia di Filippo Walter Ratti (1970)
- Tedeum, regia di Enzo G. Castellari (1972)
- Tony Arzenta (Big Guns), regia di Duccio Tessari (1973)
- Anna, quel particolare piacere, regia di Giuliano Carnimeo (1973)
- La cameriera, regia di Roberto Bianchi Montero (1974)
- Perversione, regia di Manuel Mur Oti (1974)
- Calore in provincia, regia di Roberto Bianchi Montero (1975)
- Gente di rispetto, regia di Luigi Zampa (1975)
- Una vergine in famiglia, regia di Mario Siciliano (1975)
- Salvo D'Acquisto, regia di Romolo Guerrieri (1975)
- La cameriera nera, regia di Mario Bianchi (1976)
- Campagnola bella, regia di Luca Delli Azzeri (Mario Siciliano) (1976)
- L'Italia s'è rotta, regia di Steno (1976)
- Scandalo, regia di Salvatore Samperi (1976)
- La sorprendente eredità del tontodimammà, regia di Roberto Bianchi Montero (1977)
- Verso sera, regia di Francesca Archibugi (1990)
- Io e il re, regia di Lucio Gaudino (1995)

### Televisione
- Classe di ferro – serie TV, 4 episodi (1991)

## Prosa televisiva Rai
- Giovanni Episcopo, regia di Aldo Trionfo, trasmessa il 29 agosto 1977.
- Il berretto a sonagli di Luigi Pirandello, regia di Luigi Squarzina, trasmessa il 20 dicembre 1985.

## Doppiatrici
- Dhia Cristiani in La pattuglia dell'Amba Alagi, Il terrore dei barbari, Ercole l'invincibile, 7 dollari sul rosso
- Lydia Simoneschi in La furia dei barbari, Il trionfo di Maciste, Giulio Cesare, il conquistatore delle Gallie, Gli uomini dal passo pesante
- Wanda Tettoni in La vendetta di Ercole, I moschettieri del mare, Le sette vipere
- Benita Martini in Zorro alla corte di Spagna, D'Artagnan contro i 3 moschettieri, Tony Arzenta (Big Guns)
- Tina Lattanzi in Il conte Ugolino, Il falco rosso
- Anna Miserocchi in 1000 dollari sul nero, I vigliacchi non pregano
- Andreina Pagnani in La ladra
- Vanna Polverosi in La ragazza di Bube